# Impatiens inops
Impatiens inops är en balsaminväxtart som beskrevs av Joseph Dalton Hooker. Impatiens inops ingår i släktet balsaminer, och familjen balsaminväxter. Inga underarter finns listade i Catalogue of Life.